# Селектор
У већини тимских спортова, изборни одбор чини селектор (енгл. selector — досл. „који бира”) или више њих. Они бирају тимове или појединце да представљају земљу или клуб на спортским такмичењима.
Селектори су неретко бивши играчи, а углавном истовремено и тренери. Тренутни капитен такође може имати утицаја.